# Real Beleza
Real Beleza é um filme brasileiro de 2015, do gênero drama, dirigido e escrito por Jorge Furtado.  Este filme se destacou por Adriana Esteves protagonizar o primeiro nu frontal de sua carreira. Vladimir Brichta e Adriana Esteves são casados na vida real e contracenaram como amantes no filme.

## Enredo
João (Vladimir Brichta) é um fotógrafo decadente, procurando uma nova modelo para relançar a sua carreira. Ele parte para o sul do Brasil, onde fotografa dezenas de adolescentes, até se encantar com a beleza de Maria (Vitória Strada), a quem deseja transformar em modelo internacional. Mas Pedro (Francisco Cuoco), o pai da garota, se opõe à carreira profissional da filha. Durante uma viagem de Pedro, João tem um caso amoroso com Anita (Adriana Esteves), mãe de Maria.

## Elenco
- Vladimir Brichta como João
- Adriana Esteves como Anita
- Vitória Strada como Maria
- Francisco Cuoco como Pedro
- Samuel Reginatto como Bruno
- Isadora Pillar como Guacira